# Piezosecus tymaiuba
Piezosecus tymaiuba là một loài bọ cánh cứng trong họ Cerambycidae.